# Learning to Fly (Tom Petty and the Heartbreakers)
Learning to Fly is een nummer van de Amerikaanse band Tom Petty & the Heartbreakers. Het werd geschreven door Tom Petty en Jeff Lynne en kwam uit in juni 1991. Het is de eerste single van het achtste studioalbum dat de band uitbracht, Into the Great Wide Open uit 1991.

## Achtergrond
De tekst gaat hoofdzakelijk over het vinden van nieuw geluk en het ontsnappen aan de hardheid van het dagelijks leven, met het leren vliegen als metafoor.
De plaat werd in een aantal landen een radiohit en  behaalde in thuisland de VS de 28e positie in de Billboard Hot 100.  De plaat stond ook zes weken lang op nummer 1 in de Hot Mainstream Rock Tracks. in Canada werd de 5e positie bereikt, in Australië de 44e, Nieuw-Zeeland de 28e, Duitsland de 46e, Zwitserland de 75e, Zweden de 35e en in het Verenigd Koninkrijk de 46e positie in de UK Singles Chart.
In Nederland werd de plaat in de zomer van 1991 regelmatig gedraaid op Radio 3 en werd een radiohit. Desondanks behaalde de plaat géén notering in de destijds twee landelijke hitlijsten op de nationale publieke popzender (de Nederlandse Top 40 en de Nationale Top 100).
Ook in België behaalde de plaat géén notering in zowel de voorloper van de Vlaamse Ultratop 50 als de Vlaamse Radio 2 Top 30 en de Waalse hitlijst.
Sinds de editie van december 2017 staat de plaat genoteerd in de jaarlijkse NPO Radio 2 Top 2000 van de Nederlandse publieke radiozender NPO Radio 2, met als hoogste notering tot nu toe een 1278e positie in 2017.

## NPO Radio 2 Top 2000
| Nummer met noteringen in de NPO Radio 2 Top 2000 | '17  | '18  | '19  | '20  | '21  | '22  | '23  | '24  |
| ------------------------------------------------ | ---- | ---- | ---- | ---- | ---- | ---- | ---- | ---- |
| Learning to Fly                                  | 1278 | 1291 | 1378 | 1484 | 1459 | 1515 | 1608 | 1444 |

1. ↑  Een vetgedrukt getal geeft de hoogste notering aan.
2. ↑  2017 was het eerste jaar met een notering voor dit nummer.